# Gagelstrauch-Moor-Holzeule
Die Gagelstrauch-Moor-Holzeule (Lithophane lamda) ist ein Schmetterling (Nachtfalter) aus der Familie der Eulenfalter (Noctuidae).

## Merkmale

### Falter
Die Flügelspannweite der Falter beträgt 36 bis 46 Millimeter. Die Farbe der Vorderflügeloberseite variiert von schiefergrau bis zu dunkel blaugrau. Zuweilen ist sie leicht seidig beschuppt. An der Flügelwurzel ist oftmals eine schmale weißgelbe Aufhellung erkennbar. Ring- und Nierenmakel heben sich nur undeutlich ab. Gleiches gilt für die Querlinien. Auffällig sind eine schwarze Wurzelstrieme, die L-förmig gebogen ist sowie ein ebenfalls schwarzer Längsstrich, der die Zapfenmakel ersetzt. Die Hinterflügeloberseite ist zeichnungslos graubraun. Der Saugrüssel ist gut entwickelt. Auf dem Hinterleib befinden sich keine Rückenhaarschöpfe.

### Ei, Raupe und Puppe
Das halbkugelige Ei ist mit deutlichen Rippen überzogen und hat zunächst eine gelbe Farbe, die sich später in rostbraun wandelt. Die Raupen sind grasgrün bis bläulich grün gefärbt und zeigen weißliche Rücken- und Nebenrückenlinien. Über die gesamte Körperoberfläche erstreckt sich ein aus vielen sehr kleinen weißen Punkten und Flecken gebildetes Muster. Auch die Kopfkapsel ist mit weißen Flecken versehen. Die Puppe zeigt einen zweispitzigen Kremaster, an dem sich einige Borsten befinden. In einem am Erdboden angelegten, mit Blättern und Moos versponnenem Kokon verwandelt sich die Raupe erst nach mehreren Wochen Ruhezeit zur Puppe.

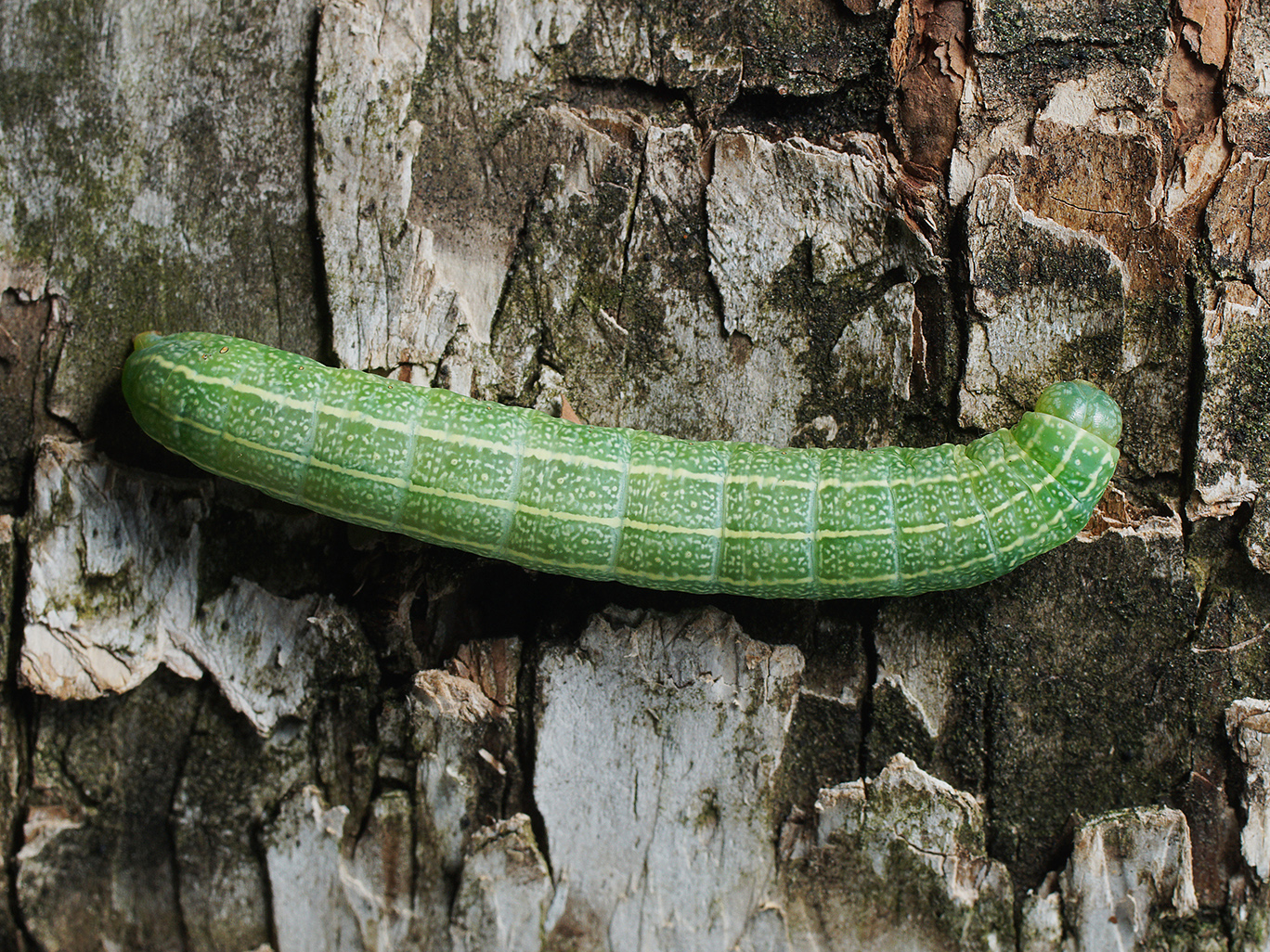
Raupe
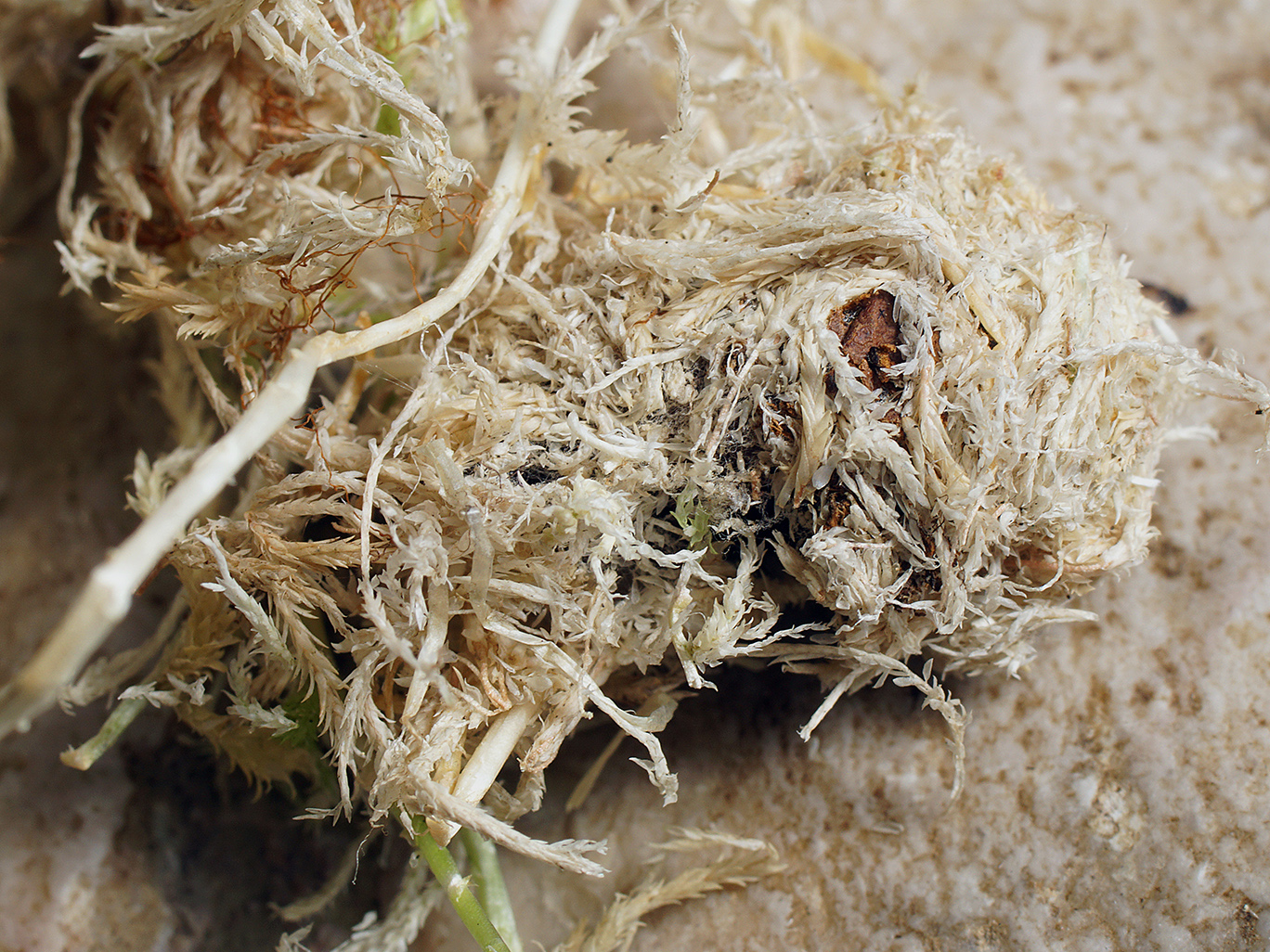
Puppe im Kokon
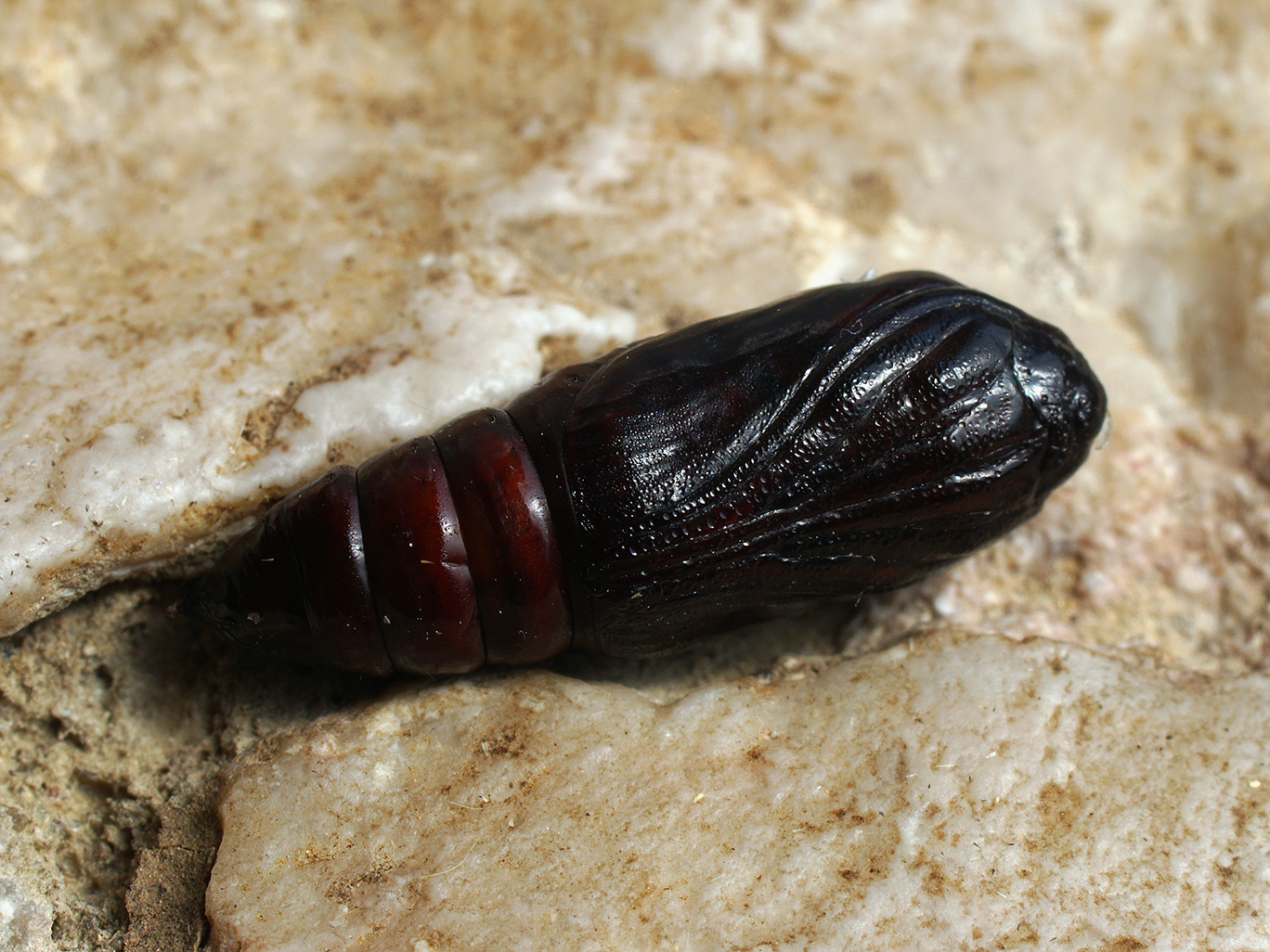
Puppe ventral
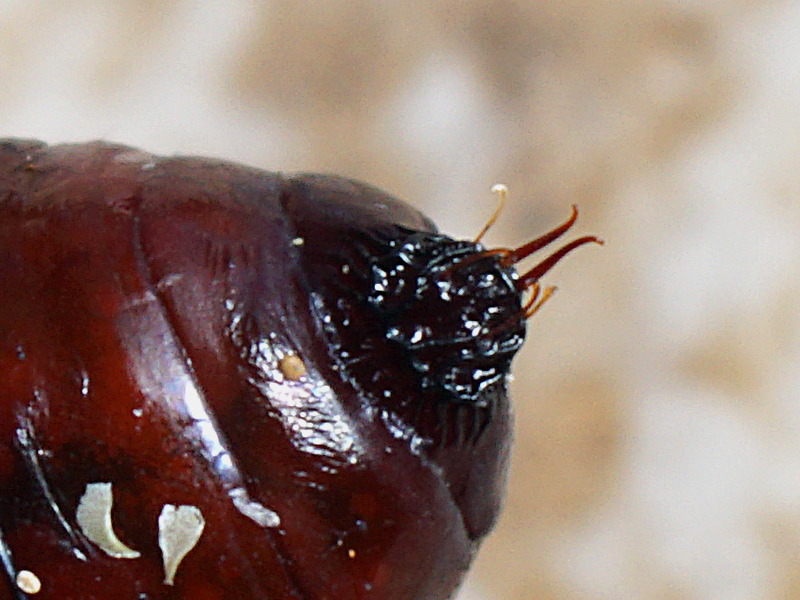
Kremaster
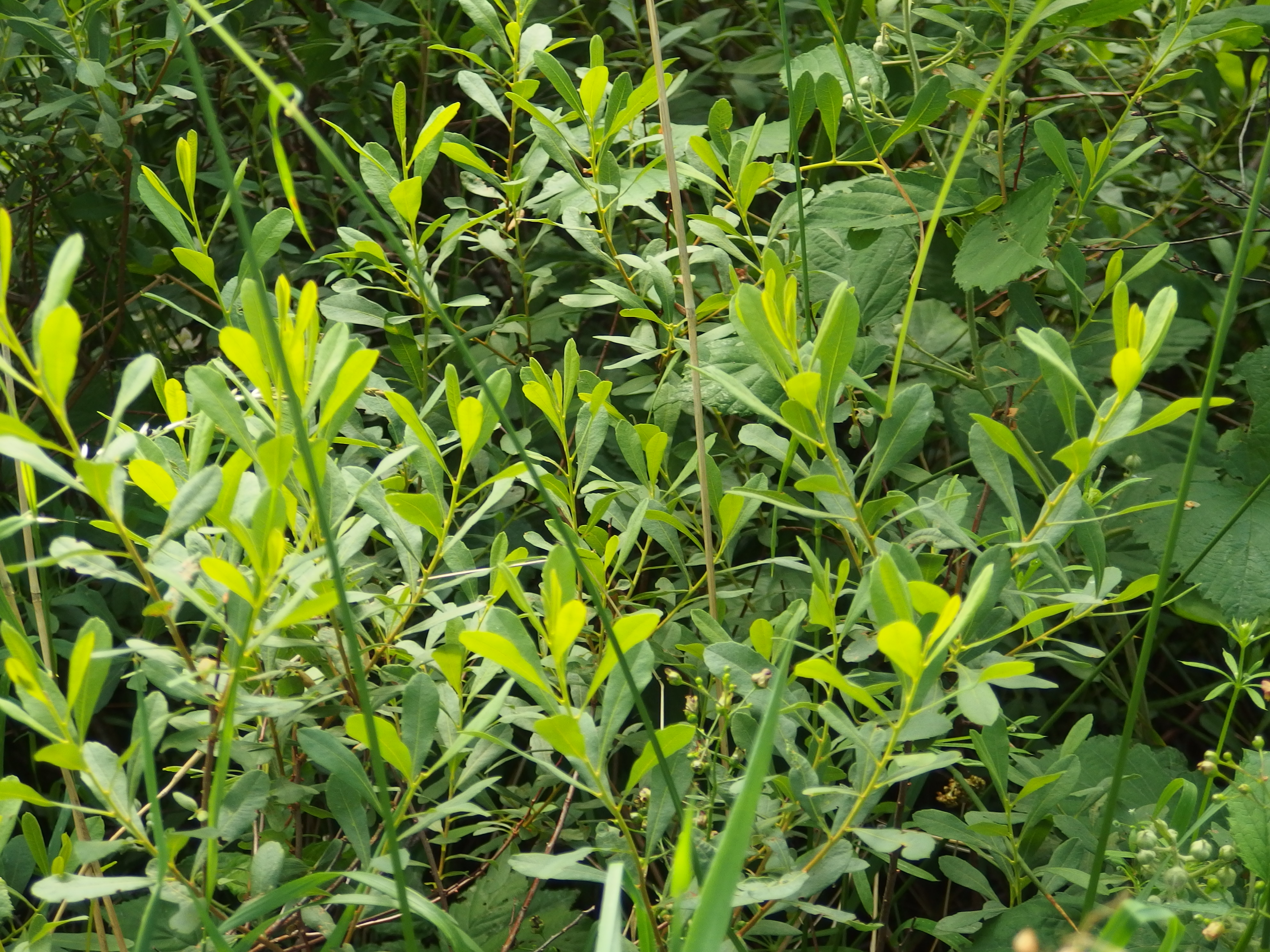
Gagelstrauch, die Hauptnahrungspflanze der Raupe

### Ähnliche Arten
- Bei der Braungrauen Holzeule (Lithophane furcifera) ist die schwarze Wurzelstrieme gerade oder gering gebogen. Auf dem Hinterleib befinden sich Rückenhaarschöpfe.[3]
- Die Graue Holzeule (Lithophane consocia) ist im Gesamterscheinungsbild bunter und kontrastreicher gefärbt.

## Verbreitung und Lebensraum
Die Gagelstrauch-Moor-Holzeule hat eine Euro-Sibirische Verbreitung. Sie kommt auch in Japan vor. In Deutschland kommt sie im Norden, an einigen Plätzen in Nordrhein-Westfalen und in Bayern lokal vor. Die Art ist hauptsächlich in Moor- und Auengebieten, auf feuchten Wiesen und in Bruchwäldern anzutreffen.

## Lebensweise
Die Falter fliegen in einer Generation ab Ende September. Sie überwintern und leben bis Anfang Juni des folgenden Jahres. Sie sind nachtaktiv und fliegen künstliche Lichtquellen sowie gerne auch Köder an. Die Raupen leben überwiegend von Mai bis Juli. Sie ernähren sich bevorzugt von den Blättern des Gagelstrauchs (Myrica gale). Als weitere Nahrungspflanzen werden auch Rauschbeere (Vaccinium uliginosum), Birken (Betula), Erlen (Alnus), Weiden (Salix) und Pappeln (Populus) genannt.